# Zentralverband der Töpfer und Berufsgenossen Deutschlands
Der Zentralverband der Töpfer und Berufsgenossen Deutschlands wurde 1892 als Allgemeiner Unterstützungsverein der Töpfer und Berufsgenossen Deutschlands gegründet und erhielt 1901 seinen endgültigen Namen. In der freien Gewerkschaft waren Töpfer und Ziegler im Deutschen Kaiserreich und in der Weimarer Republik organisiert.

## Geschichte
Nach dem Ende des Sozialistengesetz wurde auf dem Töpferkongress vom 23. bis 26. Mai 1892 in Berlin beschlossen, zum 1. Juli 1892 eine zentrale Organisation mit dem Namen Allgemeiner Unterstützungsverein der Töpfer und Berufsgenossen Deutschlands zu gründen. 1896 wurde der Name in Zentralverband der Töpfer und Ziegler sowie aller in diesen Berufszweigen beschäftigten Arbeiter und Arbeiterinnen Deutschlands geändert. Ab 1901 hieß der Verband nur noch Zentralverband der Töpfer und Berufsgenossen Deutschlands.
Der Zentralverband war Mitglied in der Generalkommission der Gewerkschaften Deutschlands und beim Nachfolger Allgemeiner Deutscher Gewerkschaftsbund. Ebenso beim
Internationalem Sekretariat der Töpfer. Am 1. Januar 1923 fusionierte der Zentralverband der Glaser, der Bauarbeiter-Verband sowie der Zentralverband der Töpfer und gründeten den Deutschen Baugewerksbund.

## Vorsitzende
- 1892–1899: N.N.
- 1899–1922: Adam Drunsel
- 1922–1923: Leopold Bartsch